# Interparlamentarna unija
Interparlamentarna unija (angleško Inter-Parliamentary Union; kratica IPU) je mednarodna mirovna organizacija, ki povezuje parlamente različnih držav.
Leta 1888 sta se parlamentarca in mirovnika Randal Cremer ter Frédéric Passy prek pisem dogovorila za sestanek parlamentov Francije in Združenega kraljestva. Istega leta se je ta sestanek o mirovnih vprašanjih tudi zgodil, naslednje leto pa se je rodila prva Medparlamentarna konferenca. Večina predstavnikov je pripadala parlamentoma Francije in Združenega kraljestva, vendar pa so prišli tudi predstavniki Italije in po eden iz Belgije, Danske, Madžarske, ZDA in Liberije. Kasneje je organizacija preoblikovala in razširila svoje članstvo; danes deluje kot center za pogovore in diplomacijo, med letoma 1901 in 1927 pa je 8 njenih članov prejelo tudi Nobelovo nagrado za mir.